# Hombre con clavel

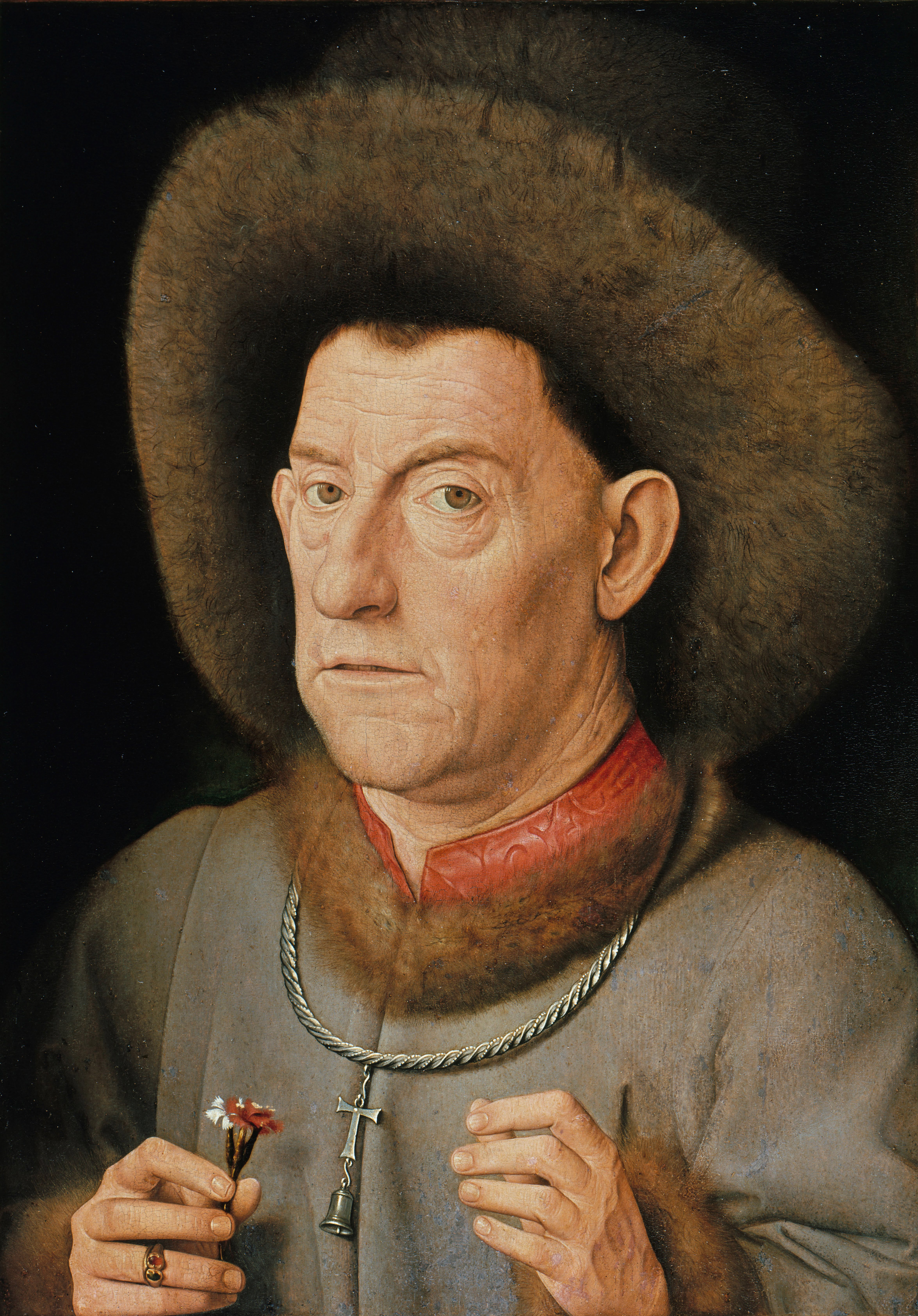
Retrato de hombre con clavel, 40 x 31cm, c. 1436. Gemaldegalerie, Berlín

Retrato de hombre con clavel es una pequeña tabla al óleo normalmente atribuida al maestro del primitivo flamenco Jan van Eyck o un miembro de su taller. Basado en un examen dendrocronológico de la madera, se considera que pertenece al final de la carrera de van Eyck, quizás alrededor de 1436.  Se encuentra en la Gemäldegalerie, Berlín. El hombre viste un gran sombrero de piel marrón, y traje gris, con el cuello y puños ribeteados con la misma piel que el sombrero. Sujeta un pequeño clavel, símbolo de Cristo habitual en los retratos masculinos flamencos de los siglos XV y XVI. No ha sido identificado, pero lleva la medalla de la Orden de San Antonio, establecida en 1382 por Alberto I, duque de Baviera. Se trataba en principio de una hermandad militar, pero en 1420, durante la regencia de Jacoba de Baviera, fue convertida en sociedad pía; en una ordenanza emitida ese mismo año, el 11 de junio, se mandó que la tau y la campanilla llevadas por caballeros y damas fuera de oro, y de plata la de los simples burgueses, como es este caso. El hombre está en la madurez, probablemente en los primeros cincuenta, y tiene una mirada huidiza, la cual el artista no duda en describir junto con su fisonomía avejentada. 
La posición de la mano libre parece indicar que originalmente sostenía otro objeto, que un cambio de idea del pintor o del modelo eliminaron de la imagen definitiva. Esta misma figura sirvió como modelo para uno de los Magos de una Epifanía del Maestro del Altar de Aquisgrán, realizada en 1490, que incluso tiene la mano en la misma postura que el retrato de Jan, en este caso sostiene un cáliz.
La obra apareció en la subasta de la colección Engels, realizada en Colonia el 16 de mayo de 1867, siendo comprada por 5.500 francos por Suermondt, coleccionista de Aquisgrán a quien se la compró el Museo de Berlín en 1874.